# Przełęcz Biadaszowska
Przełęcz Biadaszowska (Biedasowska) (438 m) – przełęcz w Beskidzie Małym, w Paśmie Bliźniaków ciągnącym się od doliny Wieprzówki w Andrychowie po dolinę Skawy na wschodzie. Znajduje się w tym paśmie pomiędzy szczytami Czubów (491 m) oraz Wapiennicy (528 m). Na przełęczy znajduje się kamienna kapliczka Matki Bożej z 1881 roku, zwieńczona figurą ukrzyżowanego Chrystusa. Przebiega tędy lokalna droga łącząca Inwałd z Zagórnikiem.
Przewodnik turystyczny podaje nazwę Przełęcz Biedasowska, na mapie Compassu jest to Przełęcz Biadoszowska, a według Geoportalu bazującego na państwowym rejestrze nazw geograficznych jest to Przełęcz Biadaszowska. W niektórych źródłach przełęcz określana jest jako Zagórnicka.
Szlaki turystyczne
 Andrychów – Pańska Góra – Kobylica – Czuby – Przełęcz Biadaszowska – Wapiennica – Przykraźń – Panienka – Susfatowa Góra – Kobyla Głowa – Przełęcz Kaczyńska – Narożnik – Sosina – Czuba – Gancarz – Czoło – Przełęcz pod Gancarzem – Groń Jana Pawła II
 Inwałd st. kol. – Przełęcz Biadaszowska – Zagórnik – Rzyki